# Kalidiatou Niakaté
Kalidiatou Niakaté (Parigi, 15 marzo 1995) è una pallamanista francese, ala sinistra del Brest Bretagne e della nazionale francese.
Con la maglia della nazionale ha vinto l'oro olimpico ai Giochi di Tokyo 2020.

## Carriera

### Club

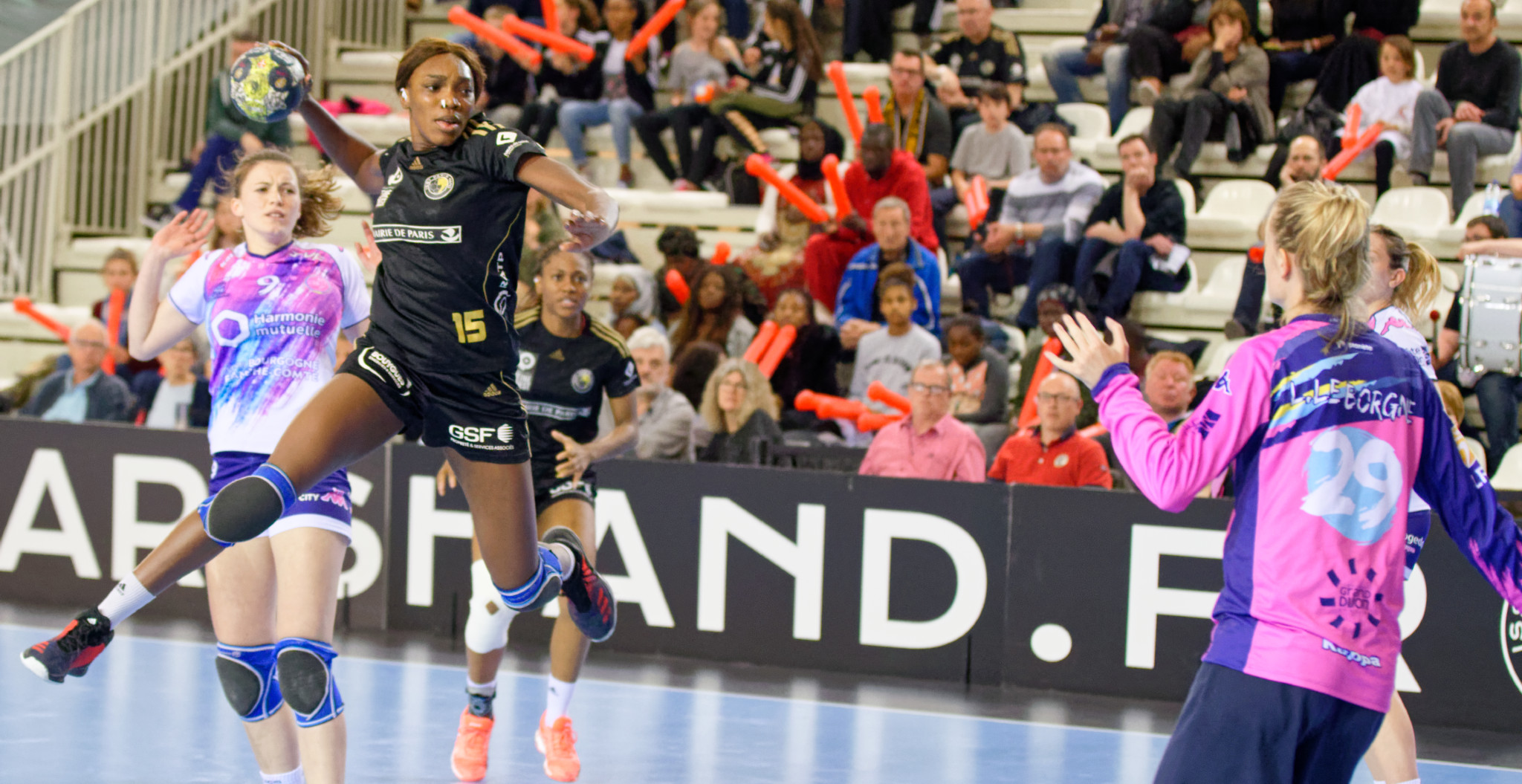
Kalidiatou Niakaté in azione con la maglia dell'Issy Paris Hand nell'aprile 2017.

Kalidiatou Niakaté aveva iniziato a giocare a pallamano a Aubervilliers, dove era cresciuta. Nel 2011, all'età di 16 anni, entrò a far parte del centro di formazione dell'Issy Paris Hand. Tre anni dopo, nel 2014, firmò il suo primo contratto da giocatrice professionista sempre all'Issy Paris. Rimase a giocare all'Issy Paris fino al 2017. Con la squadra parigina ebbe modo di giocare ai vertici della Division 1, la massima serie del campionato francese, disputando anche finali dei play-off per il titolo nazionale e finali della coppa di Francia. Vinse il suo primo trofeo, la Coppa di Lega francese, al termine della stagione 2012-2013. Sempre con la squadra parigina Niakaté fece il suo esordio nelle competizioni europee, disputando le finali della Coppa delle Coppe e della EHF Challenge Cup nel biennio 2013-2014.
Nel 2017 lasciò Parigi per trasferirsi al Nantes Atlantique. Rimase a Nantes due stagioni, la seconda delle quali fu caratterizzata da un infortunio al ginocchio che la tenne lontana dal campo da gioco nella seconda parte della stagione.
Per la stagione 2019-2020 venne ufficializzato il suo passaggio al Brest Bretagne. Dopo la sospensione delle attività agonistiche nel corso della stagione a causa dello scoppio della pandemia di COVID-19, nella stagione 2020-2021 arrivarono i primi successi con la squadra bretone. Infatti, la stagione venne conclusa con la vittoria del campionato francese e della Coppa di Francia. Nella stessa annata il Brest raggiunse la finale della Champions League, venendo però sconfitto dalle norvegesi del Vipers Kristiansand.

### Nazionale
Kalidiatou Niakaté ha fatto parte della selezione nazionale francese sin da giovanissima. Nel 2014 venne convocata nella squadra nazionale che prese parte al campionato mondiale juniores, disputato in Croazia. La Francia concluse il torneo ai quarti di finale, eliminata dalle pari età della Danimarca.
Nell'ottobre 2014 arrivò la prima chiamata nella nazionale maggiore per la partecipazione alla prima tappa della Golden League. Fece il suo esordio nella partita disputata contro la Danimarca nella stessa tappa della Golden League. Tornò in nazionale circa un anno dopo per una partita valida per le qualificazioni al campionato mondiale 2015.
Nel 2017 ha fatto parte della squadra nazionale che ha vinto il campionato mondiale 2017, disputatosi in Germania, e dando il suo contributo con 12 reti messe a segno. L'anno dopo Niakaté ha preso parte anche al campionato europeo 2018. Dopo la disputa dei quarti di finale, il selezionatore Olivier Krumbholz optò per sostituirla con Gnonsiane Niombla per le partite successive, vista la scarsa vena realizzativa di Niakaté con 3 sole reti realizzate nelle 5 partite disputate. La Francia vinse poi il torneo per la prima volta nella sua storia. Fece parte anche della nazionale che conquistò la medaglia d'argento al campionato europeo 2020, perdendo la finale dalla Norvegia.
Ha fatto parte della rosa della nazionale che ha partecipato al torneo femminile di pallamano ai Giochi della XXXII Olimpiade, conquistando la medaglia d'oro per la vittoria finale. Grazie a questo successo venne insignita, assieme alle altre compagne di squadra, con la Legion d'onore.

## Palmarès

### Club
- Coppa di Lega francese: 1

Issy Paris Hand: 2012-2013
- Campionato francese: 1

Brest Bretagne: 2020-2021
- Coppa di Francia: 1

Brest Bretagne: 2020-2021

### Nazionale
- Campionato mondiale

 Oro: Germania 2017
 Argento: Spagna 2021
- Campionato europeo

 Oro: Francia 2018
 Argento: Danimarca 2020
- Oro olimpico: 1

Tokyo 2020